# Zelena lista
Zelena lista je demokršćanska politička stranka koja djeluje u Hrvatskoj. Osnovana je u prosincu 2004. kao regionalna stranka pod imenom Zeleni za Zagreb. 28. veljače 2007. stranka je održala glavnu skupštinu, na kojoj je donesena odluka o promjeni Statuta kojom se omogućava rad stranke na području čitave države te je ime stranke promijenjeno u Zelena lista.

## Povijest i djelatnosti
Sudjelovala je na lokalnim izborima u svibnju 2005. Na izborima za Gradsku skupštinu grada Zagreba osvojila je nešto manje od jedan posto glasova, a na izborima za vijeća gradskih četvrti osvojila je pet mandata u četiri vijeća. Bila je jedina stranka, osim četiri velike (HDZ, SDP, HNS i HSP) i njihovih koalicijskih partnera na zajedničkim listama, koja je uspjela osvojiti mandate u vijećima četvrti. (Desetak mandata osvojili su ljudi s nezavisnih lista.)[nedostaje izvor]
Na izborima za Sabor u studenome 2007. stranka je izašla samostalno u šest izbornih jedinica i osvojila ukupno 6000 glasova, odnosno 0,4 posto u tih šest jedinica.[nedostaje izvor]
Krajem 2006. i početkom 2007. dvoje vijećnika u vijećima četvrti Trnje i Gornji grad-Medveščak prešli iz Hrvatske narodne stranke u Zelene za Zagreb.[nedostaje izvor]
Stranka se protivila gradnji tzv. "Cvjetnog prolaza" u Zagrebu, gradnji spalionice otpada u Zagrebu, nuklearnoj energiji (Međunarodna antinuklearna konferencija u Osijeku, rujna 2008.) te promiče „borbu protiv klimatskih promjena” (Sisačka deklaracija o klimatskim promjenama, prosinac 2007.- svibanj 2008.)[nedostaje izvor]
Vodstvo stranke sudjeluovalo je u prosvjednoj povorci za Dan žena i na Zagreb Prideu.[nedostaje izvor] Stranka je sudjelovala u kampanji prikupljanaj potpisa zahtjeva za referendum o pristupanju Hrvatske NATO-u, ožujak-travanj 2008.[nedostaje izvor]

## Ustroj
Stranku vodi dvoje ravnopravnih supredsjednika, muškarac i žena. 
Strankom upravljaju petočlani Glavni odbor i Vijeće, koje ima oko 25 članova. 
Uz Zagreb, stranka je u kolovozu 2007. imala podružnice u desetak gradova i općina na području Karlovačke, Varaždinske i Primorsko-riječke županije.[nedostaje izvor]

## Programska načela
Programska načela zasnivaju se na onima Europske zelene stranke i na Globalnoj zelenoj povelji (Global Green Charter).[nedostaje izvor]

## Predsjednički kandidati
2019. - Miroslav Škoro

## Vanjske poveznice
- službene stranice stranke  Arhivirana inačica izvorne stranice od 21. listopada 2007. (Wayback Machine)
- zagrebačka organizacija  Arhivirana inačica izvorne stranice od 17. studenoga 2007. (Wayback Machine)